# Аксариха
Аксариха — река в России, протекает по Камышловскому и Пышминскому районам Свердловской области. Устье реки находится в 348 км по левому берегу реки Пышмы. Длина реки составляет 23 км. Левый приток — Скакунка.

## Название
Название реки происходит от татарского антропонима Аксары (ак — «белый», сары — «жёлтый»).

## Данные водного реестра
По данным государственного водного реестра России, Аксариха относится к Иртышскому бассейновому округу, водохозяйственный участок реки — Пышма от Белоярского гидроузла и до устья, без реки Рефт от истока до Рефтинского гидроузла, речной подбассейн Тобола, речной бассейн Иртыша.
Код объекта в государственном водном реестре — 14010502212111200007853.

## Населённые пункты
- Аксариха
- Кашина
- Восточный
- Победа
- Тимохинское